# Sponsor burgeoni
Sponsor burgeoni es una especie de escarabajo del género Sponsor, familia Buprestidae. Fue descrita científicamente por Théry in Lesne en 1937.

## Distribución
Habita en la región afrotropical.